# Willem Jacobus Eĳk
Willem Jacobus Eĳk (Duivendrecht, 22 de junho de 1953) é um cardeal neerlandês, atual Arcebispo de Utrecht.

## Biografia
Inicialmente estudou medicina licenciando-se em 1978 pela Universidade de Amsterdão. Com vista a tornar-se padre, entrou no Seminário Maior de Roermond, em Rolduc, onde estudou filosofia e teologia. A partir de 1979 conciliou a sua formação teológica com estudos de Ética em Medicina na Universidade de Leiden.

## Vida religiosa
Foi ordenado sacerdote da Diocese de Roermond em 1 de junho de 1985, na catedral de St.-Christoffel, Roermond, por Joannes Baptist Matthijs Gijsen, bispo de Roermond, trabalhando de seguida na paróquia de Santo António de Pádua em Venlo Blerick. Entre 1985 e 1987 terminou o curso de medicina, doutorando-se na Universidade de Leiden, com uma tese sobre a Eutanásia. Seguiu para Roma e em 1989, obteve um doutoramento em filosofia moral na Pontifícia Universidade Santo Tomás de Aquino e a partir de 1990, leccionou teologia moral no Seminário Maior da Rolduc e de 's-Hertogenbosch, ao mesmo tempo, foi prefeito de estudos em Rolduc. De 1994 a 1995. Foi presidente do Instituto "Mater Ecclesiae Domesticae" (MEDO), Rolduc, para estudos sobre a família. De 1996 até 1999, foi o primeiro docente e professor de teologia moral na Faculdade Teológica de Lugano, na Suíça. Ao mesmo tempo, ele continuou a ensinar no Seminário Maior de Rolduc. De 1997 a 1999, foi membro da Comissão Teológica Internacional.
Eleito bispo de Groningen-Leeuwarden em 17 de julho de 1999, foi consagrado em 6 de novembro, na catedral de São José e São Martinho, Groningen, pelo Cardeal Adrianus Johannes Simonis, Arcebispo de Utrecht, assistido por Franciscus Jozef Maria Wiertz, bispo de Roermond, e por Sergio Lasam Utleg, bispo de Laoag. Depois de um início difícil, o seu episcopado foi assinalado com sinais de crescimento na sua diocese. O exemplo mais marcante foi a abertura da Catedral de Groningen durante os dias úteis a uma comunidade mais viva. O número de ordenações diaconais e presbiteriais têm aumentado nos últimos anos.
Foi promovido a metropolita de Utrecht em 11 de dezembro de 2007 e recebeu o pálio do Papa Bento XVI em 29 de junho de 2008, na Basílica Papal Vaticana.
Em 2008, Bento XVI nomeou-o membro da Congregação para o Clero.
Foi criado cardeal no Primeiro Consistório Ordinário Público de 2012, no dia 18 de fevereiro, com o título de Cardeal-presbítero de São Calisto. Neste mesmo ano a 21 de abril foi nomeado membro da Congregação para a Educação Católica.
Como Arcebispo de Utrecht, recomendou uma reestruturação das 326 paróquias da diocese em 48 territórios, seguindo um padrão em toda a Europa face à diminuição da frequência à igreja. Ele insistiu nesse plano apesar de alguma resistência popular. Ele disse: "Quando falei com o Papa, avisei que as antigas estruturas eclesiais não existiriam quando eu me aposentasse – e que em 2025 dois terços das nossas igrejas teriam sido retiradas do culto divino."
Em 2015, Eijk foi eleito para representar a Conferência Episcopal dos Países Baixos no Sínodo dos Bispos sobre a Família, em outubro. Antes do Sínodo, ele publicou um ensaio afirmando que os casais que celebram um novo casamento civil sem terem recebido anulações de casamentos anteriores representam "uma forma de adultério estruturado e institucionalizado". Após o Sínodo, ele se tornou um crítico da exortação do Papa Francisco, a Amoris laetitia. Em 2018, ele disse que o documento "fez com que a dúvida fosse semeada" e disse que Francisco deveria afirmar mais claramente que o casamento é "único e indivisível" e que a um católico que se case novamente após o divórcio deve ser negada a Comunhão.
Em maio de 2018, após o Papa Francisco não ter rejeitado um projeto de proposta por parte da Conferência Episcopal Alemã para permitir que os protestantes recebessem a Eucaristia nas igrejas católicas em certos casos, Eijk escreveu que Francisco não estava defendendo "a doutrina e a prática claras da Igreja" e que isto representava "uma tendência para a apostasia da Verdade".

## Heráldica

Brasão como Bispo de Groningen-Leeuwarden
Brasão como Cardeal-Arcebispo de Utrecht

## Conclaves
- Conclave de 2013 - participou da eleição de Jorge Mario Bergoglio como Papa Francisco.
- Conclave de 2025 - participou da eleição de Robert Francis Prevost como Papa Leão XIV.